# Macintosh

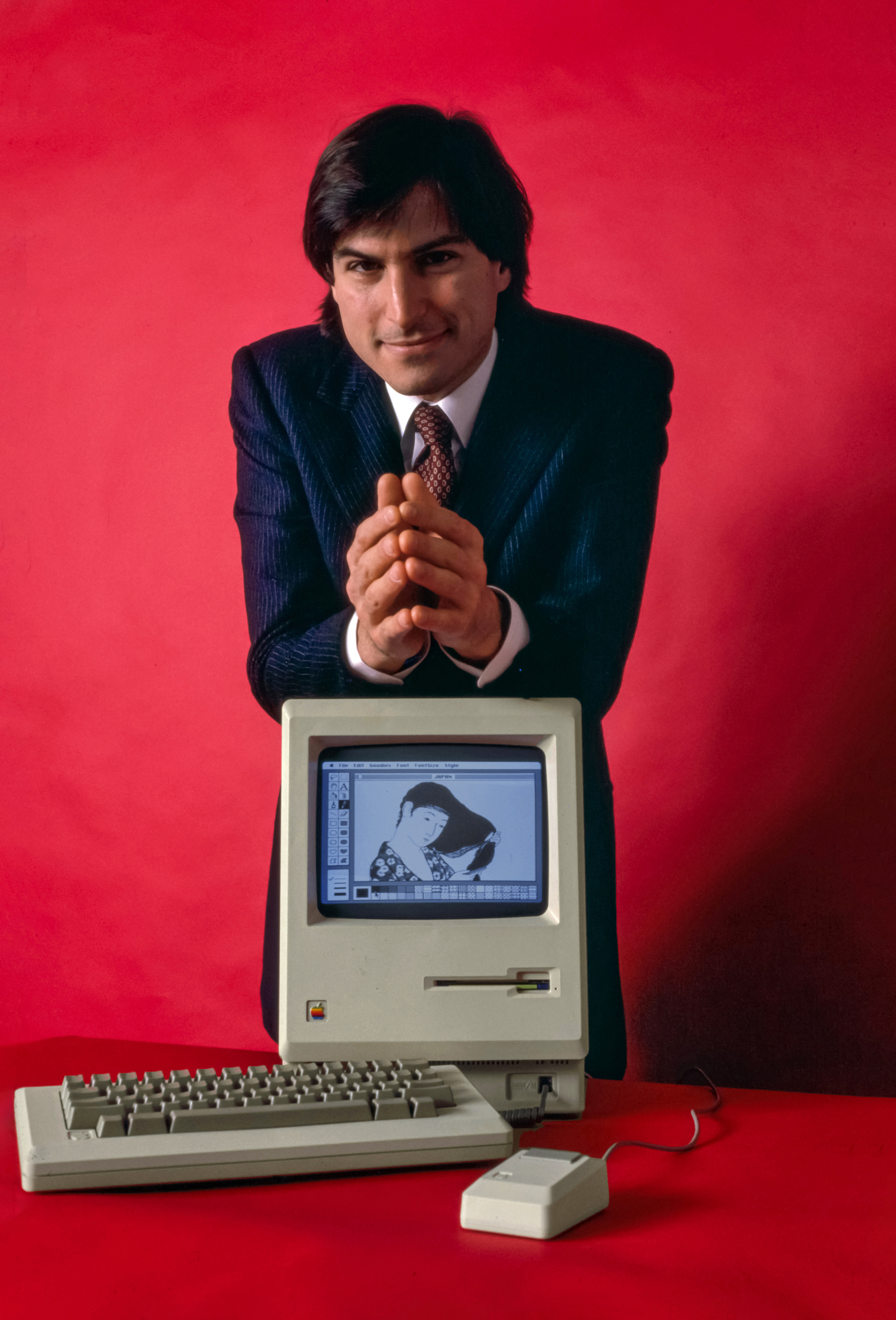
Steve Jobs mit einem Macintosh 128K im Januar 1984

Der Macintosh [ˈmækɪntɒʃ] des kalifornischen Unternehmens Apple erschien 1984 und war einer der ersten Mikrocomputer mit grafischer Benutzeroberfläche, der in größeren Stückzahlen produziert wurde. Der Name ist von der Apfelsorte McIntosh abgeleitet; unter Nutzern etablierte sich früh die Abkürzung Mac [mæk]. Heute tragen Apples Personal Computer auch offiziell diese Produktbezeichnung – in Kombinationen wie MacBook, iMac, Mac mini, Mac Pro etc. Auch intern wird „Macintosh“ heute nicht mehr verwendet, außer bei der Bezeichnung der internen Festplatte, die bis heute standardmäßig „Macintosh HD“ heißt. „Mac“ ist ebenso Teil des Namens des auf den Geräten laufenden Betriebssystems: Mac OS. Davon werden zwei grundsätzliche Linien unterschieden: historisch das klassische Mac OS (bis 2001) und das aktuelle macOS, das 1999 als Mac OS X eingeführt wurde und das klassische Mac OS ersetzt hat.

## Geschichte

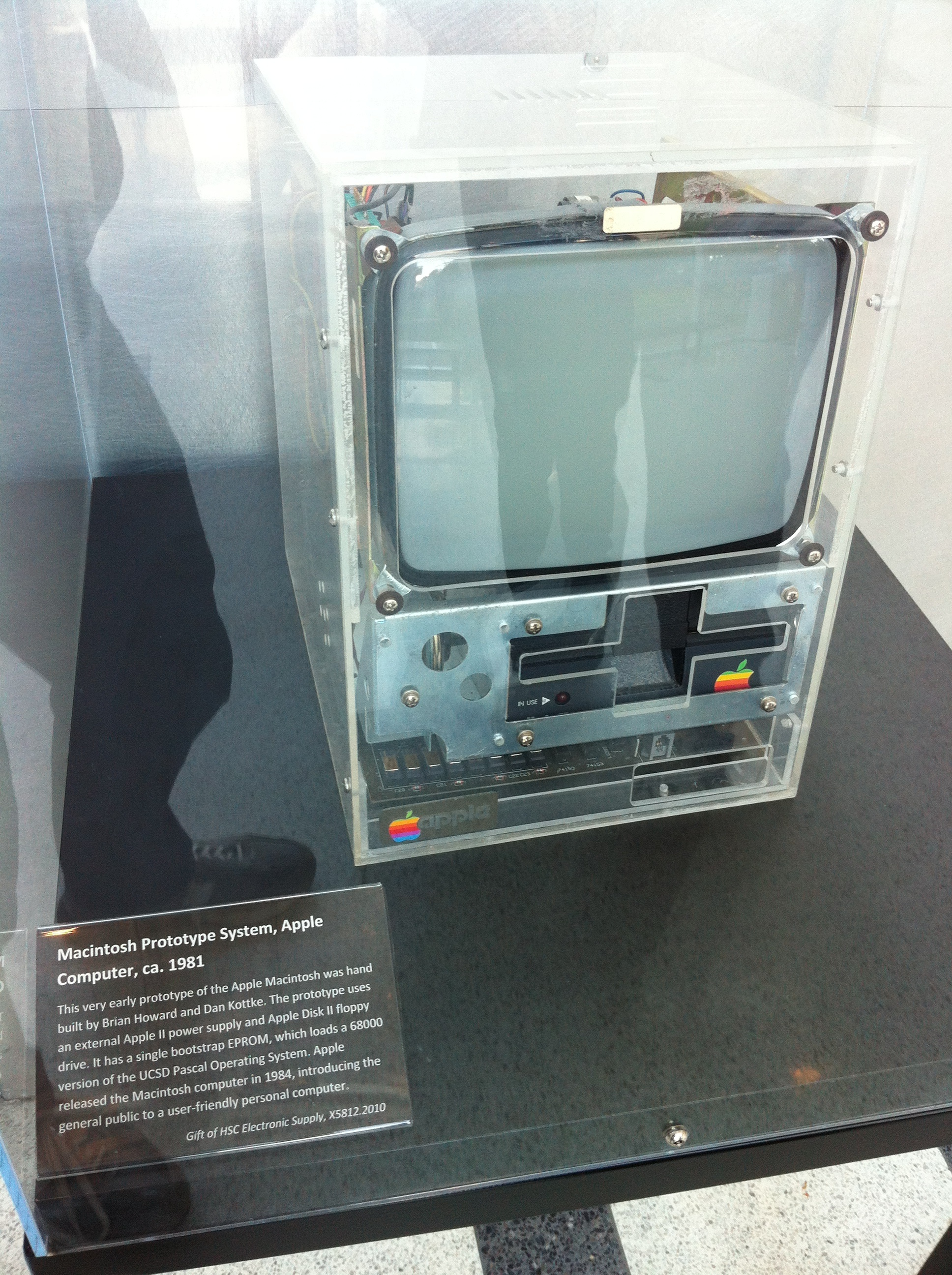
Prototyp des ersten Macintosh-Modells, 1981

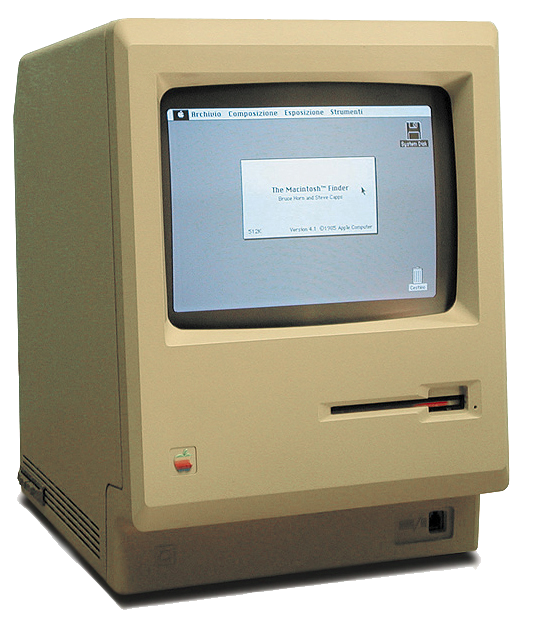
Das erste Macintosh-Modell, 1984 (Macintosh 128k)

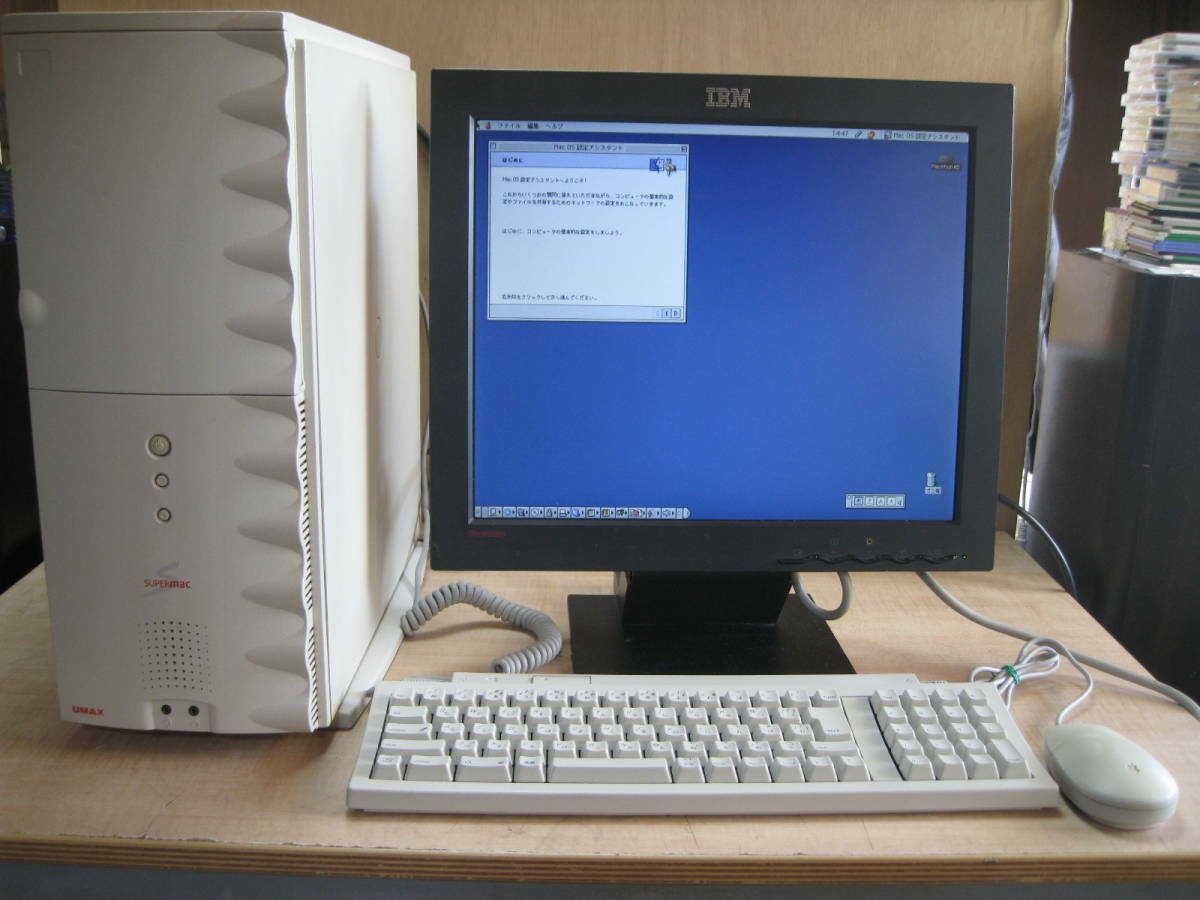
Mac-Clone Umax SuperMac Pulsar, 1996

Der erste Mac war der Nachfolger des technisch ähnlichen, aber wirtschaftlich erfolglosen und 10.000 USD teuren Apple Lisa. Der Macintosh 128k wurde am 24. Januar 1984 von Apple-Mitbegründer Steve Jobs vorgestellt. Der Werbespot „1984“ für den Mac wurde beim Super Bowl XVIII aufgeführt. Zum Preis von 2.495 USD (entsprachen damals etwa 7.200 DM/ungefährer Verkaufspreis in Deutschland: 10.000 DM, letzteres entspricht rund 11.110 EUR heute) erhielt man einen Rechner auf der Basis von Motorolas 68000-CPU, die mit 8 MHz getaktet war und auf 128 KB Arbeitsspeicher (RAM) zugreifen konnte – was sich schnell als zu wenig erwies. Ein 3,5-Zoll-Diskettenlaufwerk mit 400 KByte Speicherplatz und ein integrierter 9-Zoll-Monitor vervollständigten den ersten Macintosh.
Ebenso wie der Vorgänger Lisa war auch der Macintosh mit einer grafischen Benutzeroberfläche und einer Maus ausgestattet. Lizenziert wurde die Mausbedienung und Grundzüge der grafischen Oberfläche von der Firma Xerox, die 1973 mit dem Xerox Alto dieses Konzept entwickelte, welches Apple dann per Lizenz für seine Modelle ab 1979 übernahm und modifizierte. Das Betriebssystem des Macintosh hatte ursprünglich keinen Namen und wurde nur „System“ (mit angehängter Versionsnummer) genannt. Ab Version 7.5.1 hieß es dann Mac OS (abgeleitet von Macintosh Operating System). Es war von Beginn an auf die Bedienung mit der Maus zugeschnitten und enthielt zu diesem Zeitpunkt revolutionäre Konzepte, wie den „Papierkorb“, mit dem das Löschen von Dateien wieder rückgängig gemacht werden konnte, den „Schreibtisch“, Drag and Drop, das Auswählen von Text oder Objekten zwecks Änderung der Attribute und das Navigieren im Dateisystem mit Hilfe von Icons. Weitere grundlegende Konzepte, die den Anwendern die damals noch weitverbreitete Scheu vor der Benutzung von Computern nehmen sollten, waren die Undo-Funktion und die durchgängig einheitliche Bedienung verschiedener Anwendungsprogramme.
Trotz dieser Neuerungen verkaufte sich der neue Computer anfangs nur in kleinen Stückzahlen. Gründe dafür wurden in seinem hohen Preis und darin gesehen, dass er in seiner Form und Art der Benutzung weit von dem entfernt war, was man zu jener Zeit gemeinhin unter einem professionellen Computer verstand (Monitore mit grüner Schrift auf schwarzem Hintergrund und die Eingabe langer Kommandozeilen). Erst die Nachfolgemodelle des originalen Macintoshs konnten eine größere Nutzerschaft an sich binden, die dann einen hohen Gesamtmarktanteil erreichte, jedoch später zahlenmäßig von IBM-PC-kompatiblen Computern mit zunächst einer Variante von DOS und später Windows überholt wurden. Der Marktanteil des Macintosh war um 2000 auf einen Tiefstand von, je nach Zählmethode, zwischen drei und fünf Prozent gesunken. Mit der Einführung von Mac OS X stieg der Marktanteil kontinuierlich und erreichte 2011 in den USA etwa 13 % und weltweit ca. 6 %.
Von Sommer 1994 bis September 1997 wurde das klassische Mac OS an andere Computerhersteller (unter anderem Umax und Power Computing) lizenziert. Die aus dieser Lizenz resultierenden Macintosh-kompatiblen Computer wurden Mac-Clones genannt.

## Modelle

### Zeitleiste der Macintosh-Modelle

#### Macintosh
Die ursprüngliche Architektur des 1984 vorgestellten Macintosh war die Motorola-68000er-Familie. Alle Modelle hießen offiziell „Macintosh“, inoffiziell wurde jedoch auch damals schon „Mac“ als Abkürzung genutzt.

#### Power Macintosh und „Mac“
Mit Einführung der PowerPC-basierten „Macs“ wurde anfangs zur Unterscheidung die Bezeichnung Power Macintosh genutzt. Ab 1998 nutzte Apple dann die Bezeichnung „Mac“ auch offiziell, zuerst mit dem neu eingeführten iMac (anfangs PowerPC), und ab 1999 mit dem Power Mac G3 auch beim Power Macintosh. Die tatsächlich genutzte Architektur wurde in weiterer Folge weggelassen (der iMac ist ab 2006 ein Intel-Mac und seit 2021 Arm-basiert und daher „Apple Silicon“).

#### Intel-Mac
Zur Unterscheidung von der PowerPC-Architektur wurden Macs der 32- oder 64-Bit-x86-Architektur anfangs als „Intel-Macs“ bezeichnet, da Apple nur x86-Prozessoren von Intel verwendete (obwohl es gelegentlich auch Gerüchte gab, Apple wäre an x86-Prozessoren von AMD interessiert gewesen). Nach 2011 verliert die Bezeichnung an Bedeutung, da mit der Veröffentlichung von OS X Lion (macOS-Version 10.7) auch die Unterstützung für die letzte PowerPC-Version (Version 10.5) eingestellt wurde, und somit für ein aktualisierbares System ohnehin ein Intel-x86-Prozessor die Systemvoraussetzung war.

#### Apple Silicon
Seit 2020 sind Macs mit von Apple selbst produzierten Prozessoren der ARM-Architektur verfügbar. Diese Prozessoren, die von Apple selbst als „Apple Silicon“ bezeichnet werden, waren vermutlich bereits seit ca. 2010 geplant. macOS Big Sur (macOS-Version 11) war die erste Version, die auf ARM beruhende Macs unterstützte. Der Übergang von Intel-Macs auf Apple Silicon wurde auf der WWDC im Juni 2023 mit der Einführung des Mac Pro final abgeschlossen.

#### Notebooks: PowerBook, iBook, MacBook
Das erste Notebook von Apple war der Macintosh Portable von 1989, der allerdings kein wirtschaftlicher Erfolg war. Das erste erfolgreiche Modell war das 1991 vorgestellte PowerBook. Die ersten Modelle nutzten einen Motorola-68k-Prozessor, ab 1995 wurden PowerPC-Prozessoren verbaut. 1999 kam das iBook für den Consumer-Markt hinzu. 2006 wurde die Serie mit dem Wechsel zur x86-Architektur in MacBook Pro (als Nachfolge für das PowerBook) und MacBook (iBook-Nachfolge) umbenannt. 2008 kam das MacBook Air als eine besonders dünne Variante hinzu. Diese Namen behielt Apple auch nach der Umstellung auf „Apple Silicon“ 2020 bei.

#### Server: Xserve
Die Server-Hardware von Apple war anfangs identisch mit den Workstations bzw. Desktop-Computern, wobei eine Server-Variante des Betriebssystems vorinstalliert mitgeliefert wurde, beispielsweise als „Mac Server G3“ (Hardware identisch mit Power Macintosh G3 bzw. Power Mac G3). Ab 2002 stellte Apple mit den Xserve-Modellen reine Server-Hardware her, die mit jeweils der Server-Version von Mac OS X ausgeliefert wurden. 2010 stellte Apple die Produktion allerdings wieder ein.
Zu jeder Zeit war es möglich, die Server-Version von macOS bzw. die Server-Erweiterung auf allen Mac-Modellen nachzurüsten. Teilweise hat Apple auch den Mac mini mit vorinstalliertem macOS Server angeboten.

### Aktuelle Modelle
| Abbildung   | Name        | Marktsegment                               | Beschreibung |
| ----------- | ----------- | ------------------------------------------ | --- |
| Mac mini    | Mac mini    | Privatanwender und professionelle Anwender | Der Mac mini (Modellreihe A2686 und A2816 von 2023) ist das mit 19,7 × 19,7 cm Stellfläche und 3,6 cm Bauhöhe kleinste und zugleich preiswerteste Macintosh-Modell. Er wird ohne Monitor, Tastatur und Maus ausgeliefert. Er wird in zwei, jeweils unterschiedlich gut ausgestatteten, Modellen angeboten. Es wird nun ein Apple-M2-SoC oder wahlweise Apple-M2-Pro-SoC statt des zuvor bis zum Modell von 2018 (Modell A1993) verwendeten Intel-x86-Prozessors verbaut. Er wird mit bis zu 8 TB SSD angeboten. Des Weiteren kommt der Mac mini mit bis zu 32 GB gemeinsamen RAM daher. Als Grafikeinheit fungieren die 10-19 GPU Einheiten des Apple M2 (Pro) Chips. Die Rückseite des Gerätes beherbergt Gigabit-Ethernet, HDMI, 2-4 Thunderbolt 4, Kopfhörer- sowie Mikrofonbuchse und 2× USB-A. |
|             | Mac Studio  | Professionelle Anwender                    | Der Mac Studio wurde 2022 mit optischen Anleihen beim Mac mini vorgestellt. Er wird wie der Mac mini ohne Monitor, Tastatur und Maus ausgeliefert. Er kommt mit Apple-M2-Pro oder Apple-M2-Ultra-Soc und wird mit 32 bis 192 GB RAM sowie bis zu 8 TB SSD angeboten. |
| iMac        | iMac        | Privatanwender und professionelle Anwender | Der iMac ist mit einem Apple M3 Chip ausgestattet. Als „All-in-One Design“ kombiniert er Rechner und Bildschirm in einem Gehäuse. Maus(oder Trackpad) und Tastatur (drahtlos) sind im Lieferumfang enthalten. Den iMac gibt es nur noch mit einem 24"-Monitor in 4.5K Ausführung. Als Grafikchips nutzen die iMacs die bis zu 10 GPU Einheiten des Apple M3 Chips. Der Arbeitsspeicher ist zwischen 8 GB und 24 GB und der SSD-Speicher zwischen 256 GB und 2 TB wählbar. |
| Mac Pro     | Mac Pro     | Professionelle Anwender                    | Der Mac Pro ist das Workstation-Modell von Apple. Der Mac Pro steckt seit 2019 wieder in einem neu designtem Alu-Tower und basiert seit 2023 als letzte Gerätgruppe ebenfalls nur noch auf Apple Silicon Chips. Standardmäßig wird der Mac Pro mit einem Apple M2 Ultra ausgeliefert, darin arbeiten ganze 60 GPU Einheiten. CPU und GPU greifen auf bis zu 192 GB gemeinsamen Speicher zu. |
| MacBook Pro | MacBook Pro | Privatanwender und professionelle Anwender | Diese MacBooks haben wahlweise Apple M3 Chips, Apple M3 Pro Chips oder Apple M3 Max Chips. Der Arbeitsspeicher ist mit bis zu 192 GB bestückt. Es gibt sie mit 14" oder 16" Bildschirmgröße. Nach einiger Kritik über Anschlußvielfalt und Tastaturqualität wurde mit dem Modellwechsel 2021 wieder eine an das alte Design angelehnte Version mit SD-Kartenleser, dezidiertem HDMI-Ausgang und Magsafe-Ladeanschluss eingeführt. Alle MacBook Pro haben eine beleuchtete, normalgroße Tastatur ohne Nummernblock. |
| MacBook Air | MacBook Air | Privatanwender                             | Das MacBook Air ist ein auf niedriges Gewicht und Mobilität ausgerichtetes Notebook. Es ist zwischen 1,24 kg (13") und 1,51 kg (15") schwer und 1,13–1,51 cm dick. Das MacBook Air ist das günstigste Notebook, welches Apple zurzeit verkauft. Jedes MacBook Air besitzt eine SSD mit wahlweise 256 GB bis 2 TB Kapazität sowie 8, 16 oder 24 GB Arbeitsspeicher. Als Prozessor kommen nur noch ARM-basierende Apple M2 oder Apple M3 im 13" und im 15" Modell nur der Apple M3 zum Einsatz. Für die Grafik sind wahlweise 8 bis 10 im Prozessor integrierte Kerne verfügbar. Auf einen Lüfter kann nun auch verzichtet werden, da die M1- und M2-Chips eine sehr geringe thermische Verlustleistung (TDP) besitzen.                                                                               |

## Name
Der Macintosh ist nach der Apfelsorte McIntosh benannt. Der McIntosh war der Lieblingsapfel von Jef Raskin, der Mitglied des Macintosh-Designteams war. Ein alternativer Name während der Entwicklungszeit des Projektes war „Bicycle“: Apple-Mitbegründer Steve Jobs sah den letztlich Macintosh genannten Rechner als „Bicycle for your mind“, doch aufgrund des Widerstandes des Entwicklerteams setzte sich Jobs’ Bezeichnung nicht durch.
Für den Namen Macintosh hat Apple 1983 ein 10-jähriges Lizenzabkommen mit dem US-amerikanischen HiFi-Hersteller McIntosh Laboratory, Inc. abgeschlossen.

## Technische Ausstattung

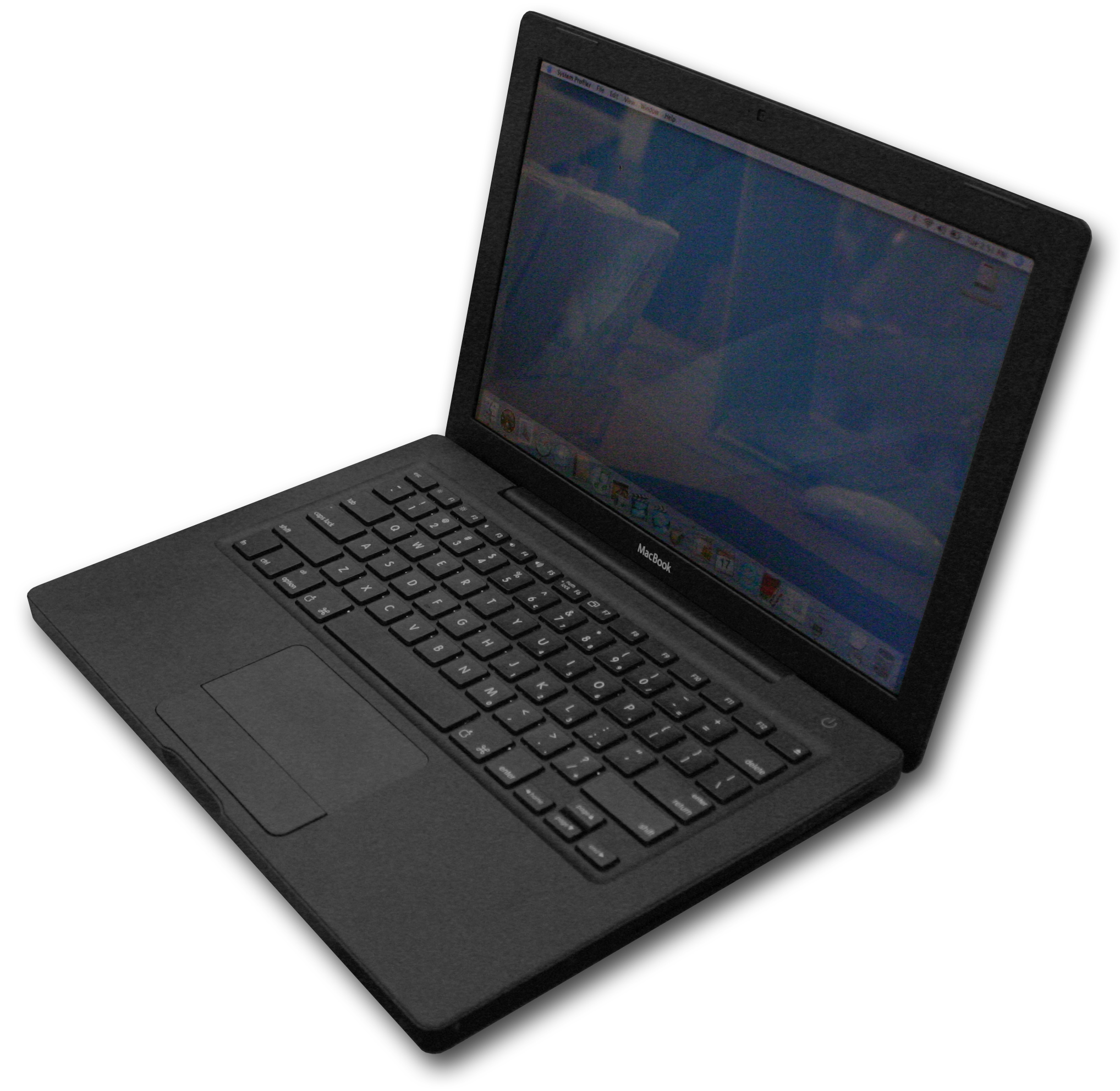
Ein MacBook, Anfang 2006

Typisch für die Hardware der kompakten Macintosh-Modelle war, möglichst alle Grundfunktionen auf der Hauptplatine zu vereinen. Von Anfang an waren in den Kompaktmodellen (Macintosh Plus, Macintosh SE, Macintosh Classic usw.) Grafik, Ton und netzwerkfähige serielle Schnittstellen integriert, kurz darauf kamen ADB und SCSI und später Ethernet und Modem hinzu. Schließlich wurden FireWire und USB Standard. Einsteigergeräte wie der iMac sind nur durch externe Anschlüsse erweiterbar. Die Modelle der Pro-Reihe bieten durch interne PCI- und AGP- bzw. PCIe-Steckplätze eine größere Flexibilität.
Die Prozessoren wurden zunächst von Motorola, später auch von IBM hergestellt. Motorola hat sich jedoch vollständig auf die Produktion von Mobiltelefonen konzentriert, während IBM PowerPC-Prozessoren nicht mehr in für Apple optimierten Ausführungen weiterentwickelte. Deshalb wurde nach Ankündigung im Jahr 2005 die gesamte Modellreihe auf Intel-Prozessoren umgestellt. Am 10. Januar 2006 wurden der erste Intel-iMac sowie die ebenfalls Intel-basierte Laptopreihe MacBook/MacBook Pro (Nachfolger der iBooks und PowerBooks) vorgestellt. Noch im selben Jahr wurden auch die Workstations (Mac Pro) und Server (Xserve) auf Intel-Prozessoren umgestellt.
Mit den ersten iMacs wurden zunehmend statt Eigenentwicklungen (wie ADB) verbreitete Komponenten (wie USB) verwendet. Bestehende Industriestandards wie ATA wurden auch in Mac-Computern Standard. Apples frühes Engagement für WLAN, Bluetooth oder FireWire als junge Industriestandards half diesen Techniken bei der Verbreitung.
Während Apple weiterhin seine Motherboards selbst entwickelt, sind seit 2006 die verwendeten Bausteine im Computer (Prozessoren, Controller, Grafik-, Sound-, Netzwerk-Chips) die gleichen wie in anderen Computern. Statt des BIOS wird allerdings das Extensible Firmware Interface verwendet. Seit der Umstellung auf Intel-Prozessoren kann Windows mit der Software Boot Camp auf Apple-Computern installiert werden. Die technische Ausstattung von Mac-Rechnern weist keine relevanten Unterschiede zu anderen PCs auf. Durch die Zusammenstellung, das Motherboard-Design und die Konzeption des Gesamtrechners und das eigene, größtenteils proprietäre Betriebssystem behält Apple jedoch weiterhin die Kontrolle über das Gesamtgerät.
Für diese kontrollierte Computerplattform entwickelt Apple das Betriebssystem selbst. Laut Apple sollen Hard- und Software gut aufeinander abgestimmt sein, was Treiberprobleme verhindere und die Energieeffizienz verbessere. Hard- und Software sollen als Produkt eine Einheit bilden.
Weitere technische Ausstattungsmerkmale sind oder waren:
- NuBus-Steckplätze sowie PDS-Steckplätze (Processor Direct Slot), später PCI-Steckplätze und AGP- bzw. PCIe-,
- SCSI, später Advanced Technology Attachment (ATA) und FireWire
- Apple Desktop Bus (ADB), später USB
- Video-Ausgang: ursprünglich proprietäres System mit Kodierung der Monitoreigenschaften durch sog. Sense Pins im Anschlussstecker, zwischenzeitlich ADC mit kombiniertem Signal-/Stromversorgungskabel, aktuelle Modelle haben die verbreiteten VGA- oder DVI-Monitoranschlüsse. Seit März 2009 verwendet Apple in allen Produkten die selbstentwickelte Mini-Version des VESA-Standards DisplayPort.

## Betriebssystem
Auf dem Mac läuft macOS, ein als UNIX zertifiziertes modernes Betriebssystem mit einer objektorientierten grafischen Desktop-Umgebung.
Es ist eine Weiterentwicklung von NeXTSTEP bzw. OPENSTEP, das wiederum auf BSD und Unix zurückgeht. Das Dock aus NeXTSTEP existiert in macOS fort. Die markante zentrale Menüleiste wurde aus dem klassischen Mac OS übernommen. Ebenso wie die etablierten Nutzungskonzepte des klassischen Systems. Auch der Finder, ein relativ einfacher aber intuitiver Dateimanager, und einige andere Komponenten stammen aus dem alten Mac OS.
Der technische Unterbau von macOS (und der übrigen modernen Apple-Betriebssysteme) ist als sogenanntes Basisbetriebssystem unter dem Namen Darwin zusammengefasst. Diese Basis wird unter anderem auf Grundlage von FreeBSD weiterentwickelt. Darwins Kernel XNU entstand als Hybrid aus Mach und dem FreeBSD-Kernel.
Dies ermöglicht es, dass ein Großteil der Open-Source-Software, die für andere Unix-ähnlichen Systeme entwickelt wurde, auch unter macOS verwendet werden kann oder mit verhältnismäßig wenig Aufwand portiert werden kann. (Siehe auch z. B. MacPorts, Fink und Homebrew.)
Mit der Vorstellung der Software Boot Camp im April 2006 wurde es erstmals möglich, einen Macintosh mit einem Betriebssystem für die x86-Architektur zu starten, was etwa die Parallelinstallation eines Windows- oder Linux-Betriebssystems ermöglicht.